# Alonso I de Fonseca
Alonso de Fonseca y Ulloa (Toro, 1418-Coca, 18 de mayo de 1473) fue señor de las villas de Coca y de Alaejos y arzobispo de Sevilla y de Santiago de Compostela, el primero de los llamados así. 

## Familia
Segundo hijo del doctor Juan Alonso de Ulloa, consejero real de Juan II de Castilla, y de su esposa Beatriz Rodríguez de Fonseca, hija del señor portugués de Olivenza, Barqueiros, Sousel y Panóias, Pedro Rodríguez de Fonseca, que fue guarda mayor del rey Juan I de Castilla, y de su esposa Inés Díaz Botelho. Su hermano Fernando de Fonseca y Ulloa y su segunda mujer Teresa de Ayala fueron los padres de Juan Rodríguez de Fonseca. Su hermana Catalina de Fonseca y Ulloa, esposa de Diego González de Acevedo, fue madre de Alonso de Fonseca y Acevedo. Su hermana Isabel de Fonseca y Ulloa (c. 1420 - 1494), amante de Juan Alonso Pérez de Guzmán y Suárez de Figueroa, VI señor de Sanlúcar de Barrameda, VI señor de Ayamonte, Lepe y La Redondela (por pleito con su tío con sentencia de 1444), III conde de Niebla y I duque de Medina Sidonia, fue la madre de Enrique Pérez de Guzmán y Fonseca, VII señor de Sanlúcar, IV conde de Niebla, II duque de Medina Sidonia y I marqués de Gibraltar. Su hermana Beatriz de Fonseca y Ulloa contrajo matrimonio con Pedro de Castilla y Salazar y fue madre de Pedro de Castilla y Fonseca.

## Vida
Fue arcediano de Salnés en la iglesia de Santiago de Compostela, capellán mayor del infante Enrique, abad de Valladolid, y deán de Zamora y obispo de Ávila desde el 7 de abril de 1445 hasta febrero de 1454.
Arzobispo de Sevilla desde el 4 de febrero de 1454, casó al rey Enrique IV el Impotente en sus segundas nupcias en 1454 con Juana de Portugal. En 1460 movió los hilos para que su sobrino materno Alonso de Fonseca y Acevedo, deán de la Catedral de Sevilla gracias a él, fuera hecho arzobispo de Santiago de Compostela al morir su detentador Rodrigo de Luna e intentar Pedro Álvarez Osorio, I conde de Trastámara poner a su hijo Luis de Osorio como arzobispo. Esto fue posible por recomendación al rey y al papa de su tío Alonso I y de las peticiones al papado Romano del rey Enrique IV de Castilla. 
Su sobrino Alonso II participaría en trifulcas en Castilla y en Galicia apoyando a Rodrigo Maldonado en detrimento de Bernardo Yáñez de Moscoso y fue condenado a dos años de cárcel en Noya (La Coruña) entre 1465 y 1467 (fortaleza de Vimianzo). El intento familiar de pagar un rescate por Alonso II con dinero y joyas de la catedral santiaguesa provocaría un gran escándalo y un destierro de diez años; para que lo cumpliera hubo un intercambio de sedes entre Alonso I y Alonso II en 1465 todo ello complicado con la Revuelta Irmandiña (1467 - 1469). Arreglados los problemas por Alonso I en menos de cinco años, quiso volver a Sevilla pero su sobrino se negó a ello (1469) lo que tuvo que hacer con intervención armada del duque de Medina Sidonia y de Beltrán de la Cueva apoyado en la visita de Enrique IV a Sevilla para hacerse obedecer reforzando la bula papal de Pío II de 18 de octubre de la que Alonso II, enamorado de Sevilla, no hacía caso. 
Recibió el título honorífico de Patriarca de Alejandría lo que lleva a que se le cite en numerosas fuentes como Fonseca el Patriarca o simplemente como el Patriarca.
Otorgó testamento el 3 de septiembre de 1460 fundando un mayorazgo de Coca, Alaejos, Castrejón, y Valdefuentes a favor de su hermano Hernando de Fonseca.
Falleció en Coca y en su parroquia se encuentra el siguiente epitafio:

Aquí yace el Rmo. y mui ilustre señor D. Alfonso de Fonseca, arzobispo que fue de Sevilla, señor de las villas de Coca y Alaejos, primer fundador de esta casa. Falleció a 18 de mayo de 1473 años

| Predecesor: Lope de Barrientos          | Obispo de Ávila 1445 - 1454                         | Sucesor: Alonso Fernández de Madrigal, el Tostado |
| Predecesor: Juan de Cervantes           | Arzobispo de Sevilla 1454 - 1465                    | Sucesor: Alonso de Fonseca y Acevedo              |
| Predecesor: Alonso de Fonseca y Acevedo | Arzobispado de Santiago (Administrador) 1465 - 1469 | Sucesor: Alonso de Fonseca y Acevedo              |
| Predecesor: Alonso de Fonseca y Acevedo | Arzobispo de Sevilla 1469 - 1473                    | Sucesor: Pedro Riario                             |

## Anecdotario
La frase El que se fue de Sevilla, perdió su silla se refiere a este arzobispo, cuando su sobrino Alonso de Fonseca y Acevedo no quiso devolverle la sede para volver a Santiago de Compostela.